# Трезігалло
Трезігалло, Трезіґалло (італ. Tresigallo) — муніципалітет в Італії, у регіоні Емілія-Романья,  провінція Феррара.
Трезігалло розташоване на відстані близько 330 км на північ від Рима, 60 км на північний схід від Болоньї, 22 км на схід від Феррари.
Населення — 4540 осіб (2014).

## Демографія
Населення за роками:

Станом на 31 грудня 2014 року в муніципалітеті офіційно проживали 383 іноземці з 31 країни, серед них 163 громадяни країн Євросоюзу та 46 громадян України.

## Галерея

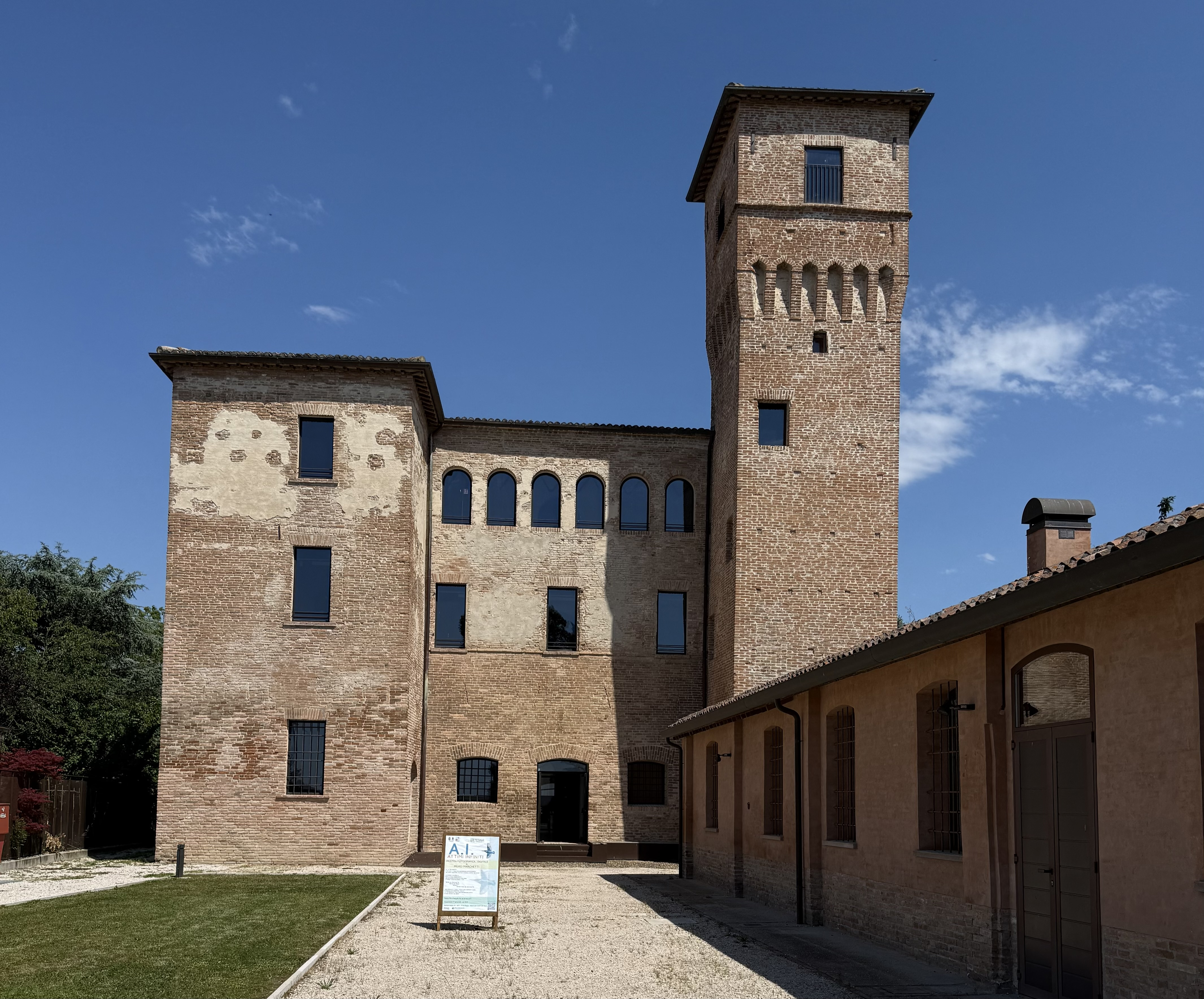
Палаццо Піо
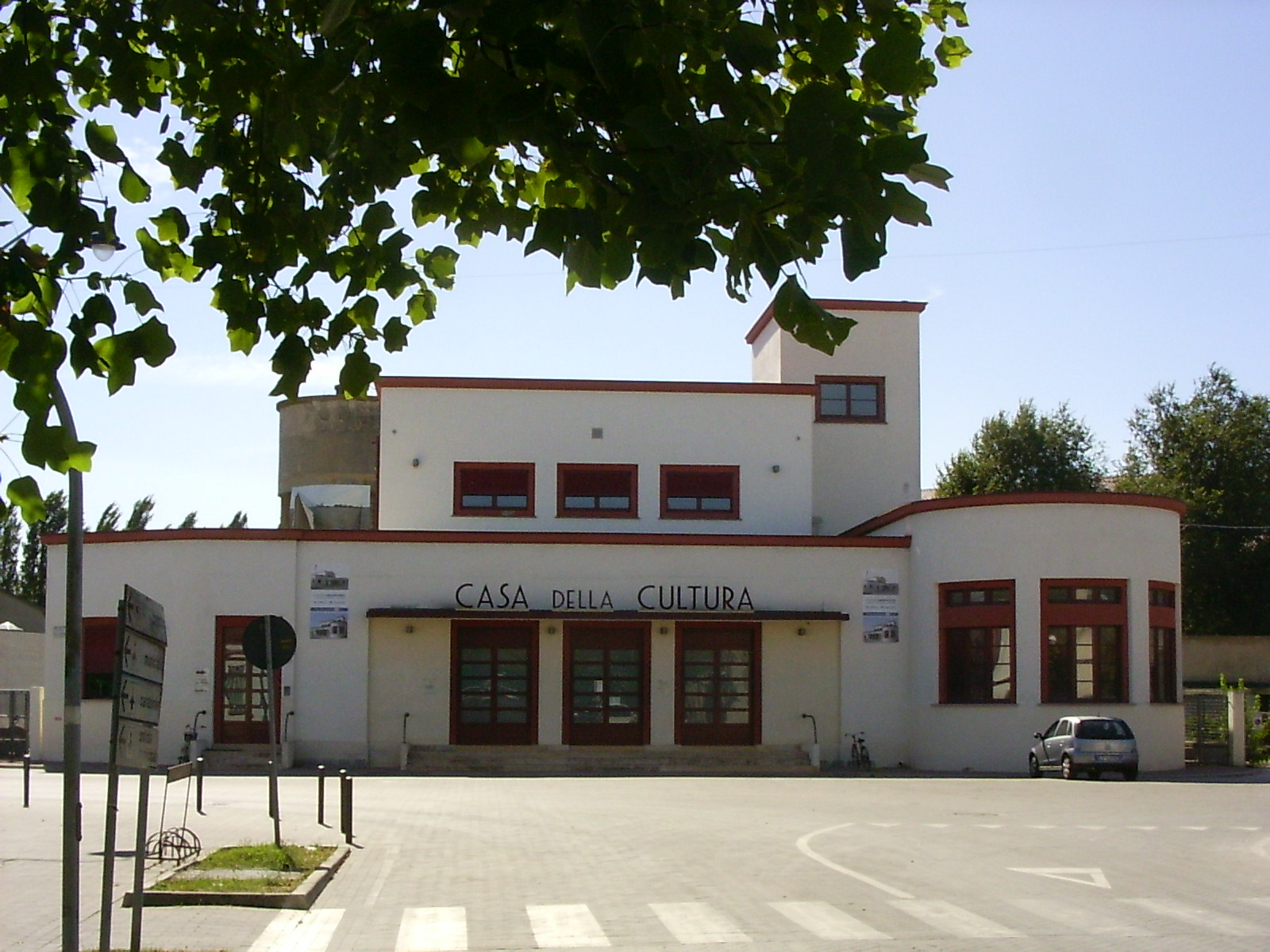
Будинок культури
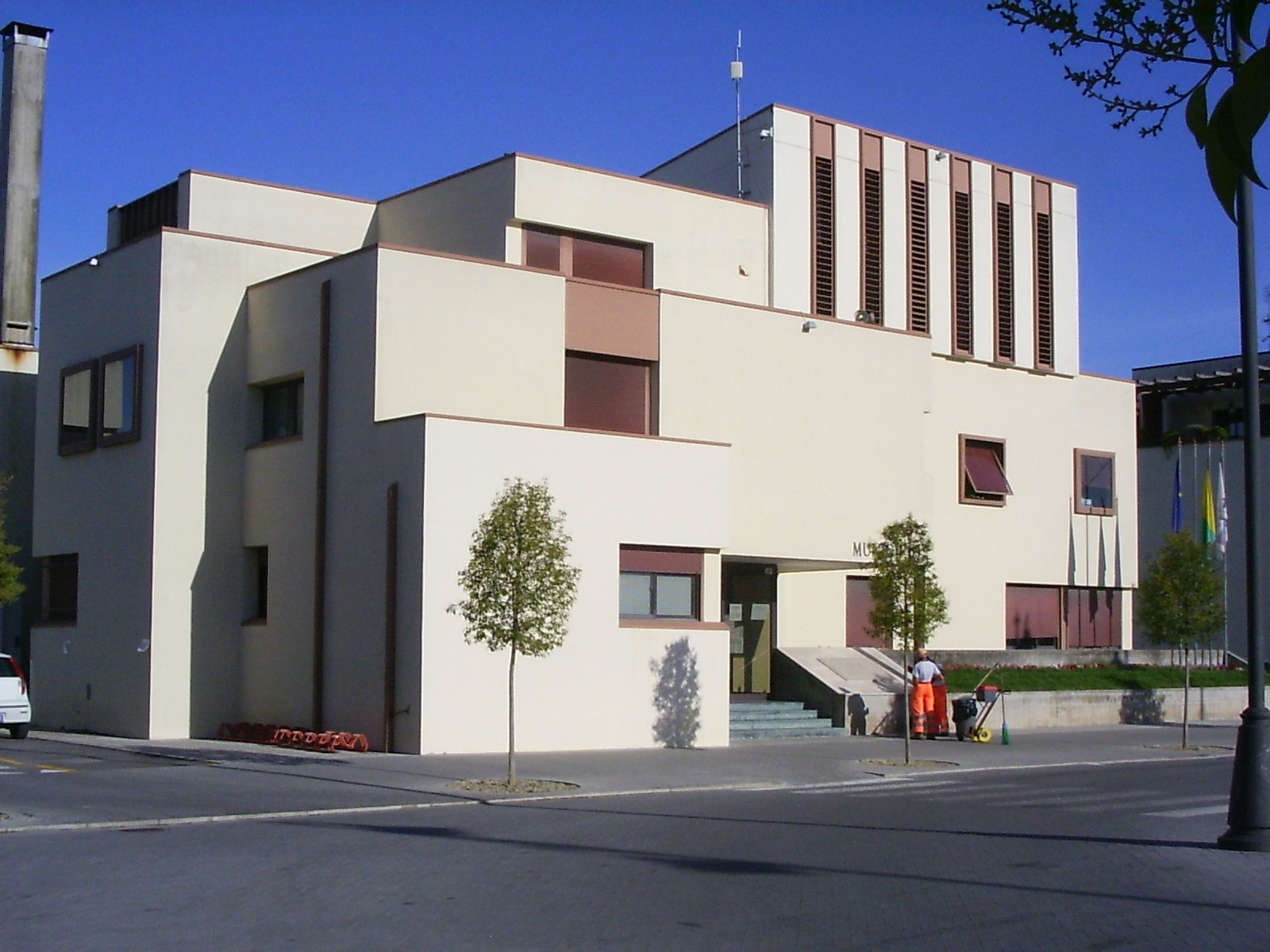
Ратуша
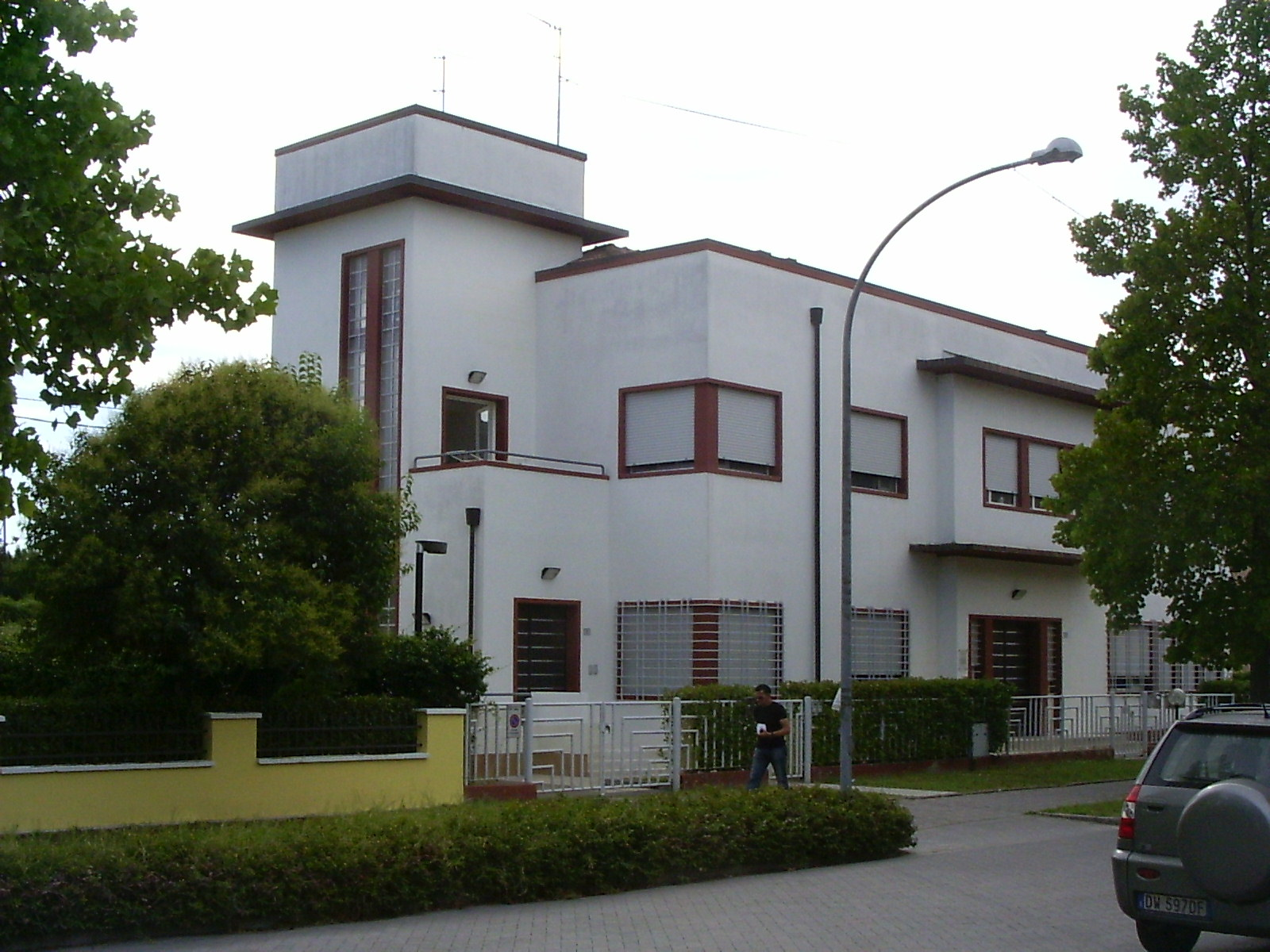
Колишня поліція
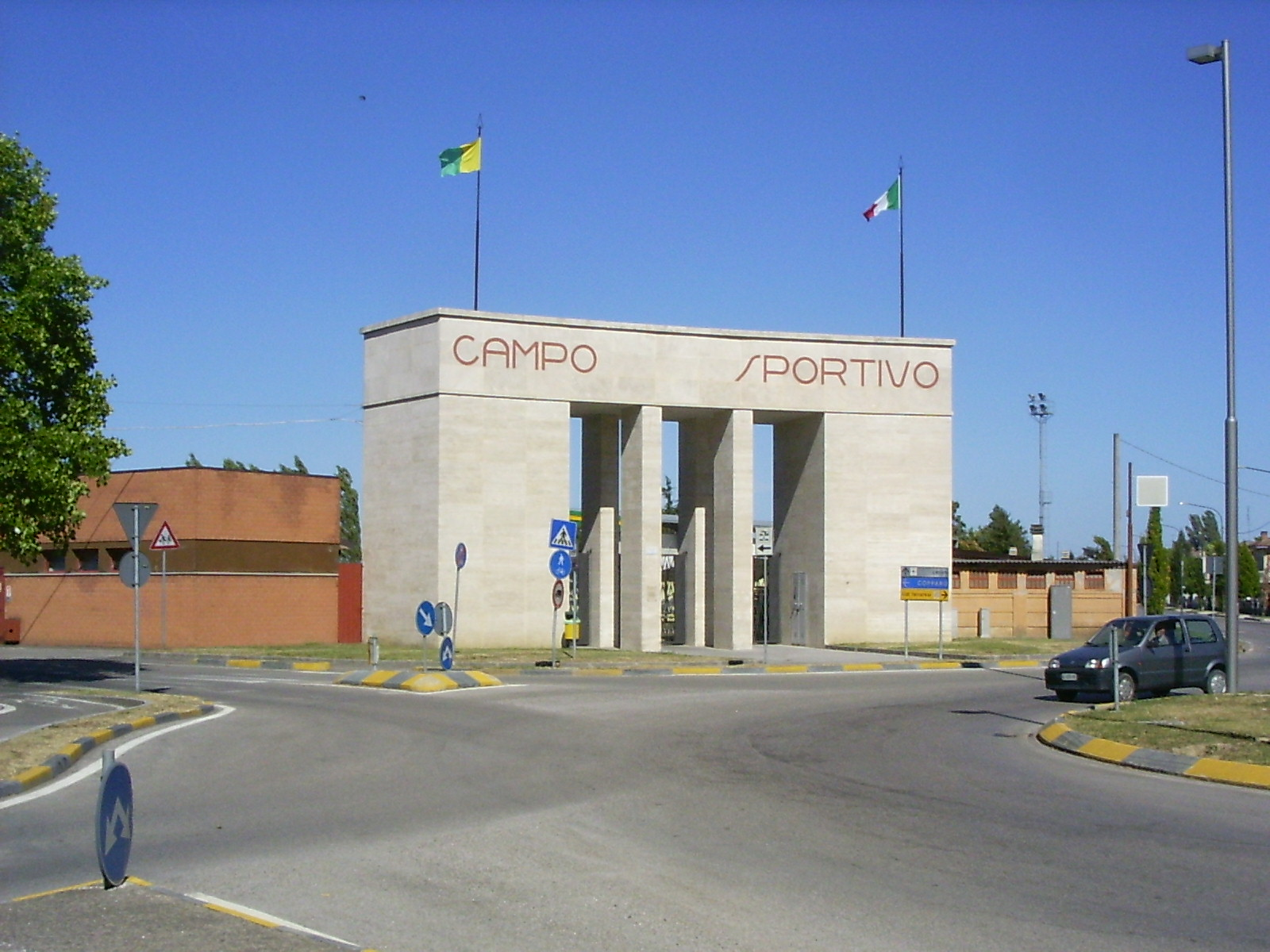
Вхід у спорткомплекс
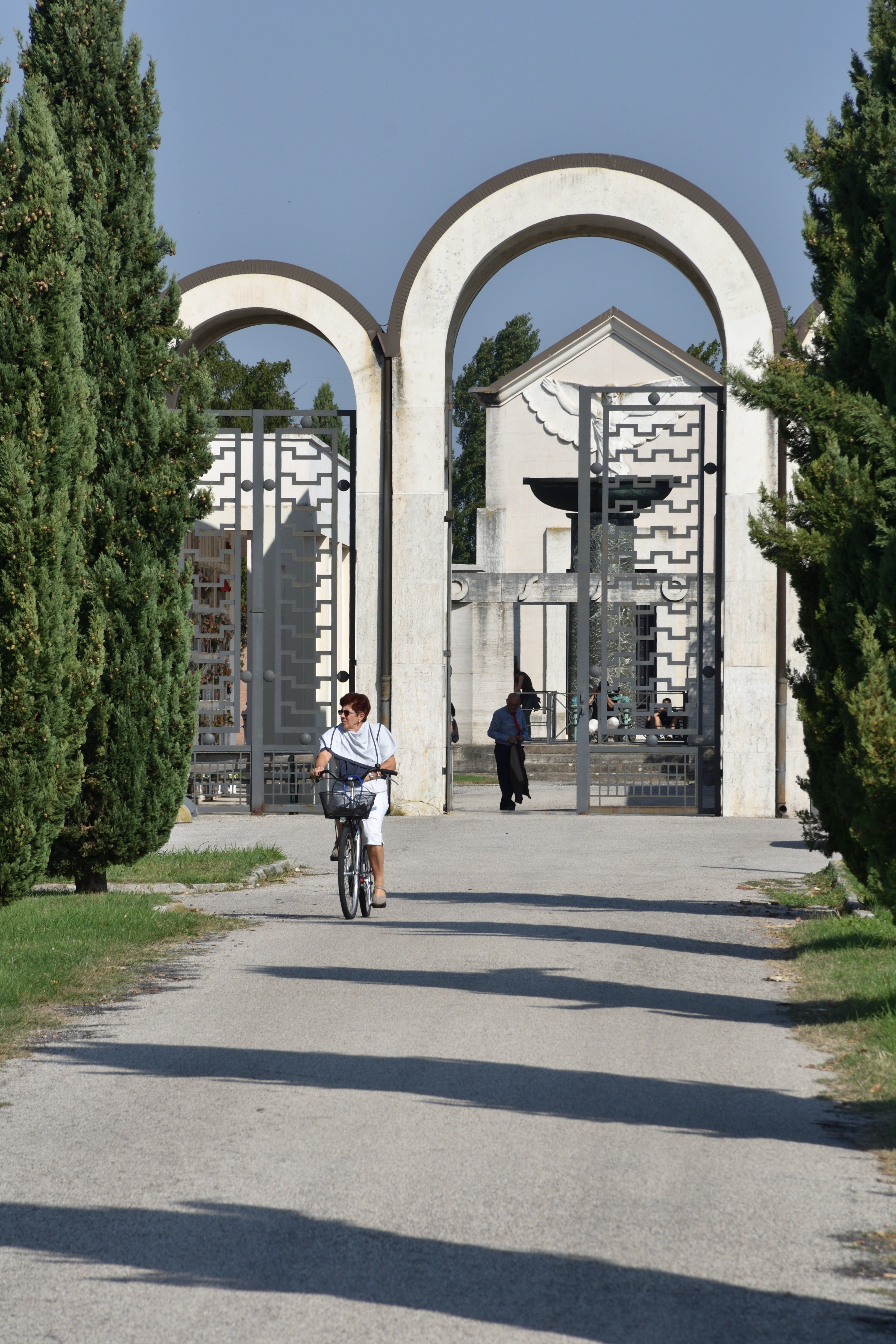
Цвинтар

## Сусідні муніципалітети
- Феррара
- Форміньяна
- Йоланда-ді-Савоя
- Остеллато
- Фіскалья